# Sphindus amplithorax
Sphindus amplithorax es una especie de coleóptero de la familia Sphindidae.

## Distribución geográfica
Habita en Texas (Estados Unidos).